# بخش مرکزی شهرستان گلپایگان
بخش مرکزی شهرستان گلپایگان تنها بخش شهرستان گلپایگان در استان اصفهان ایران است.

## تقسیمات کشوری
- بخش مرکزی شهرستان گلپایگان
  -  دهستان جلگه
  - دهستان کنار رودخانه
  - دهستان نیوان

شهرها: گلپایگان ، گوگد ، گلشهر

## جمعیت
براساس سرشماری عمومی نفوس و مسکن در سال ۱۳۹۵، جمعیت بخش مرکزی شهرستان گلپایگان برابر با ۹۰٬۷۸۶ نفر بوده‌است.